# Jürgen F. Riemann
Jürgen Ferdinand Robert Alexander Riemann (* 1943 in Wiesbaden) ist ein deutscher Internist und Gastroenterologe.

## Leben
Riemann studierte von 1963 bis 1969 Medizin an den Universitäten Tübingen und Innsbruck. Seit 1963 ist er Mitglied der katholischen Studentenverbindung AV Guestfalia Tübingen, später wurde er Mitglied der AV Austria Innsbruck. 1969 promovierte er zum Dr. med. und war anschließend bis zu seiner Approbation 1970 als Medizinalassistent tätig.
Die fachärztliche Ausbildung zum Internisten und Gastroenterologen begann er am Bundeswehrkrankenhaus Hamburg und setzte diese ab 1974 bei Ludwig Demling an der Medizinischen Universitätsklinik Erlangen fort, wo er sich 1979 habilitierte. Von 1985 bis 2008 leitete er als Direktor die Medizinische Klinik C des Klinikums Ludwigshafen mit den Schwerpunkten Gastroenterologie, Gastroenterologische Onkologie, Hepatologie, Infektionskrankheiten, Diabetologie.
Riemann war von 2000 bis 2014 Vorsitzender der Deutschen Gesellschaft zur Bekämpfung der Krankheiten von Magen, Darm, Leber und Stoffwechsel sowie von Störungen der Ernährung e. V. (GASTRO-Liga). Er war Präsident der Deutschen Gesellschaft für Endoskopie und Bildgebende Verfahren (1993), der Deutschen Gesellschaft für Verdauungs- und Stoffwechselkrankheiten (1997), der Deutschen Gesellschaft für Innere Medizin (2001). Bis 2012 war er Mitglied des Vorstands vom Berufsverband Deutscher Internisten. Seit 2006 leitet er die Stiftung LebensBlicke Früherkennung Darmkrebs. Ferner ist er Sprecher der Arbeitsgruppe zur Weiterentwicklung der Darmkrebsfrüherkennung im Nationalen Krebsplan. Seit 2015 Vorsitzender des Kuratoriums der Deutschen Krebsstiftung. Er ist Sprecher der Arbeitsgruppe „Weiterentwicklung der Darmkrebsfrüherkennung“ des Nationalen Krebsplans der Bundesregierung.
Des Weiteren war und ist er bei zahlreichen wissenschaftlichen Zeitschriften als Mitherausgeber bzw. Mitglied der Schriftleitung tätig, unter anderem bei der DMW, Endoskopie heute, Zeitschrift für Gastroenterologie, Medizinische Klinik, Der Internist sowie Der Gastroenterologe.
Er hat etwa 600 Vorträge gehalten, über 500 Publikationen veröffentlicht, ein Standard-Lehrbuch über Gastroenterologie verfasst, 40 Promotionen, 30 Fachärzte für Innere Medizin, 15 Gastroenterologen, 8 Habilitationen und 21 Chefärzte betreut.

## Ehrungen
- 1997 Günther-Budelmann-Medaille des Berufsverbands Deutscher Internisten
- 2009: Verdienstkreuz am Bande der Bundesrepublik Deutschland
- Hetényi-Géza-Medaille der Ungarischen Gesellschaft für Gastroenterologie
- Ehrenmitglied der Deutschen Gesellschaft für Verdauungs- und Stoffwechselkrankheiten
- Ehrenmitglied der Deutschen Gesellschaft für Innere Medizin
- Ehrenpräsident der Deutschen Gesellschaft für Endoskopie und Bildgebende Verfahren
- Ernst-von-Leyden-Medaille für das Modellprojekt „Krebsfrüherkennung“ in Bayern
- Leopold-Lichtwitz-Medaille der Deutschen Gesellschaft für Innere Medizin (DGIM)[2]
- Ernst-von-Bergmann-Plakette der Bundesärztekammer des Deutschen Ärztetages
- Ehrenmitglied der Ungarischen Gesellschaft für Gastroenterologie
- Ehrenmitglied der Uruguayischen Gesellschaft für Gastroenterologie
- Fellow of the American College of Physicians / American Society of Internal Medicine
- Pro Optimo Merito in Gastroenterologia der Ungarischen Gesellschaft für Gastroenterologie
- Ehrenmitglied der Dtsch. Gesellschaft für Endoskopie und Bildgebende Verfahren (DGE-BV)
- Ehrenmitglied der Dtsch. Gesellschaft für Verdauungs- und Stoffwechselkrankheiten (DGVS)
- Ehrenvorsitzender der gastroenterologischen Arbeitsgemeinschaft Rheinland-Pfalz-Saarland
- Ehrenmitglied der Deutschen Gesellschaft für Innere Medizin (DGIM)
- Ehrenmitglied des Berufsverbandes niedergelassener Gastroenterologen (bng)
- Ehrenmitglied der Mitteldeutschen Gesellschaft für Gastroenterologie (MGG)
- Ehrenmitglied der Sektion Endoskopie der DGVS
- Ehrenmitglied der Gastro-Liga
- Ehrenpräsident der Dtsch. Gesellschaft für Endoskopie und Bildgebende Verfahren (DGE-BV)
- Dies academicus zum 70. Geburtstag, Universitätsmedizin Mainz (Prof. Dr. P. Galle)